# Faltônia Betícia Proba
Faltônia Betícia Proba (em latim: Faltonia Betitia Proba; entre 306 e 315—entre 353 e 366) foi uma poeta cristã latina romana, provavelmente a mais influente da Antiguidade Tardia.
Proba compôs "Cento vergilianus de laudibus Christi", um centão composto de versos de Virgílio reordenados para forma um poema épico com foco na vida de Jesus.

## Vida
Suas origens são incertas. Depois que uma proposta de Otto Seeck foi adotada por André Chastagnol, tornou-se corrente tomá-la como filha de Petrônio Probiano, cônsul romano em 322, e irmã de Petrônio Probino, cônsul nomeado em 341, membros de uma influente família do século IV, os Petrônios Probos (Petronii Probi), mas o fato é que nenhuma fonte da Antiguidade cita seus pais e a monumental Prosopografia do Império Romano Tardio não diz nada sobre sua ascendência. Segundo Christian Settipani e François Chausson, a ideia do parentesco com Petrônio Probiano deve ser abandonada, colocando-a como filha de Faltônio Probo e Betícia.
Casou-se com Clódio Celsino Adélfio, prefeito urbano de Roma em 351, criando assim um laço com a poderosa gente Anícia. O casal teve pelo menos dois filhos, Quinto Clódio Hermogeniano Olíbrio e Faltônio Probo Alípio, ambos exerceriam altos postos imperiais no futuro. Finalmente, Proba era avó de Anícia Faltônia Proba, filha de Olíbrio com Tirrânia Anícia Juliana.
Sua família era pagã, mas Proba se converteu ao cristianismo já adulta, influenciando o marido e os filhos, que se converteram em seguida. Proba morreu antes de Celsino e foi provavelmente enterrada com o marido na Basílica de Santa Anastácia no Palatino, em Roma, onde, até o século XVI, estava sua inscrição funerária, quando foi realocada para a Villa Borghese e desaparecer em seguida. O laço entre Proba e esta igreja pode estar relacionado à história de Santa Anastácia, que era provavelmente da gente Anícia: Proba e Celsino podem ter recebido a honra de serem enterrados ad sanctos (perto do túmulo de um santo) justamente pela veneração particular dos Anícios a ela. Com o marido, Proba era proprietária dos Jardins de Acílio, no monte Pinciano em Roma.

## Obras
Dois poemas são atribuídos a uma "Proba" e apenas um ainda existe. A maior parte dos estudiosos identificam Faltônia Betícia como sendo a autora destas obras, com a outra possibilidade sendo sua sobrinha, Anícia Faltônia Proba.

### "Constantini bellum adversus Magnentium"
O primeiro, perdido, é chamado "Constantini bellum adversus Magnentium" pelo "Codex Mutinensis" e trata da guerra entre o imperador romano Constâncio II contra o usurpador Magnêncio. Proba foi envolvida no conflito através do marido, que era o prefeito urbano de Roma em 351, ano que a Itália passou da esfera de influência de Magnêncio para de Constâncio II depois da Batalha de Mursa Maior.
A existência deste primeiro poema baseia-se nos primeiros versos do segundo, no qual Proba rejeita sua primeira composição pagã. Estudiosos acreditam que ele foi destruído a pedido dela em seu testamento.

### "De laudibus Christi"
Depois de sua conversão por volta de 362, Proba compôs um poema épico cristão, o "Cento Vergilianus de laudibus Christi", conhecido apenas por "De laudibus Christi".
Trata-se de um centão virgiliano, uma coleção de versos extraídos de diversas obras de Virgílio com pouquíssimas modificações (neste caso, com a introdução dos nomes bíblicos). As 694 linhas foram divididas em um proêmio com a invocação (linhas 1-55), episódios do Antigo Testamento (linhas 56-345), episódios do Novo Testamento (linhas 346-688) e o final.
Proba era muito habilidosa tanto com o grego quanto o latim e conhecia bem os poemas de Virgílio, sabendo a maioria de memória. Seu objetivo era permitir que a Bíblia pudesse ser lida em versos agradáveis e fáceis de ler e, para isso, pesquisou "Bucólicas", "Geórgicas" e a "Eneida", extraindo e misturando várias linhas de cada uma com grande cuidado e habilidade para completar uma história que segue todas as regras da métrica e com tal respeito aos versos que um especialista teria dificuldades em detectar o método utilizado. O centão resultante apresenta a história bíblica da criação do mundo até a chegada do Espírito Santo utilizando 694 linhas. Ela também escreveu um centão homérico da mesma forma.
Jerônimo criticou fortemente a obra, alegando que uma "velha fofoqueira" (garula anus) queria "ensinar as Escrituras antes de entendê-las", considerando o "sem-Cristo Maro um cristão". Porém, já foi proposto que a identificação da garrula anus citada por Jerônimo com Melânia, a Velha. O papa Gelásio I (r. 492-496) declarou "De laudibus Christi" apócrifo, o que significa que, apesar de não serem considerados heréticos, a sua leitura em público estava proibida. Apesar disso, a obra obteve algum sucesso. Os imperadores Arcádio (r. 395-408) e Teodósio II (r. 408-451) ordenaram cópias, por exemplo, e Isidoro de Sevilha elogiou o autor. Além disso, o centão de Proba era amplamente utilizado durante a Idade Média com fins educativos, levando Giovanni Boccaccio a incluir Proba em sua lista de mulheres famosas. A primeira edição impressa, de 1472, é possivelmente a primeira obra impressa composta por uma mulher.